# Championnat de France amateurs de football 1936-1937
Navigation
Championnat de France amateur 1936 Championnat de France amateur 1938
Le championnat de France amateurs de football 1936-1937 est la troisième édition du championnat de France amateurs, appelé Challenge Jules-Rimet, compétition organisée par la Fédération française de football association entre le 11 avril et le 23 mai 1937.
Cette compétition met aux prises les champions des Ligues régionales, dans une épreuve de fin de saison. Elle est ouverte à toutes les équipes premières des sociétés, même celles disposant d'une équipe professionnelle.
Les quinze champions de Ligues participent à cette édition, qui voit les Girondins de Bordeaux FC remporter son premier trophée dans la compétition, en battant en finale le Football club de Scionzier, par deux buts à un au stade olympique Yves-du-Manoir à Colombes.

## Histoire
Un an après la création du Championnat de France professionnel, la Fédération française de football association met en place, en 1933, une commission d'étude d'une compétition fédérale amateur. Au conseil d'avril 1934 à Strasbourg, le projet de règlement d'une épreuve de fin de saison, qui oppose les vainqueurs de chaque Ligue, est adopté,. Le championnat de France amateur débute en avril 1935. Quatorze champions de Ligues participent à cette première édition. Le président de la FFFA, Jules Rimet, offre personnellement un trophée à la compétition qui prend alors le nom de Challenge Jules-Rimet.
Depuis 1935, la « Commission de propagande et du Championnat de France amateurs » gère l'organisation et l'administration de l'épreuve. Elle a également la charge de l'élaboration du calendrier, de la composition des poules, de l'ordre des rencontres et de l'homologation des résultats. La Commission propose également des modifications au règlement du championnat de France amateurs, statuées lors des Conseils nationaux.
Cette troisième édition du Championnat de France amateurs est toujours organisé avec le concours du journal Le Matin.
Dans un but de propagande, la Commission met en place pour cette saison 1936-1937, une journée réservée aux sélections amateurs des Ligues métropolitaines. Cinq matchs sont au programme de cette journée nationale de propagande, le 21 mars 1937 : Nord-Est–Lorraine (3-2) à Chaumont, Lyonnais–Alsace (1-1) à Annecy, Centre–Nord (1-3) à Bourges, Auvergne–Paris (2-1) à Clermont-Ferrand, et Centre-Ouest–Normandie (1-4) à Cognac. Un sixième match, pour la constitution de l'équipe de France amateurs, en vue du France-Tchécoslovaquie du 11 avril, a lieu au Mans, ce même jour, sur le terrain de l'US du Mans entre une sélection amateurs et une sélection amateurs de clubs autorisés (2-2).
La Commission est composée, pour la saison 1936-1937, de MM. Duquesne (président), Fusier (vice-président), Cottereau (secrétaire), Cancel, Clayeux, Lebas et Verhaeghe.

## Participants
La compétition est ouverte à toutes les équipes premières des sociétés,, même celles disposant d'une équipe professionnelle.
L'engagement pour la troisième édition de cette compétition, réservée aux clubs champions de Division d'Honneur des Ligues métropolitaines, est toujours facultatif et doit être adressé par les Ligues avant le 15 février 1937. Le nom du champion doit être connu au plus tard le 30 mars, sous peine de ne pas prendre part à l'épreuve.
La Commission de propagande et du C.F.A. enregistre, pour la première fois, l'engagement de toutes les Ligues. Quinze clubs participent donc au championnat, dont neuf pour la première fois. L'ASJ Châteaudun est le club le plus expérimenté dans la compétition avec une troisième participation.
Pour le Championnat de France amateurs, comme pour toutes les compétitions organisées par la FFFA, les clubs doivent remplir aux obligations de tous les règlements en vigueur (terrain, arbitre, ballon, licences, etc.).
| Ligue                   | Champion                                                   | N°   | Ville             | Part. | Résultat    |
| ----------------------- | ---------------------------------------------------------- | ---- | ----------------- | ----- | ----------- |
| Alsace                  | Sporting Club Schiltigheim                                 | 1133 | Schiltigheim      | 1re   | poule       |
| Auvergne                | Association sportive des Ateliers de Vauzelles             | 2779 | Vauzelles         | 1re   | poule       |
| Bourgogne-Franche-Comté | Association sportive de Valentigney                        | 768  | Valentigney       | 2e    | poule       |
| Centre                  | Amicale des anciens élèves de l'école de la rue Saint-Jean | 1852 | Châteaudun        | 3e    | poule       |
| Centre-Ouest            | Association sportive des Charentes                         | 4513 | Angoulême         | 2e    | poule       |
| Lorraine                | Union Hagondange                                           | 503  | Hagondange        | 1re   | poule       |
| Lyonnais                | Football Club de Scionzier                                 | 4039 | Scionzier         | 1re   | finale      |
| Midi                    | Union sportive de Cazères                                  | 950  | Cazères           | 2e    | poule       |
| Nord                    | Stade béthunois                                            | 249  | Béthune           | 1re   | poule       |
| Nord-Est                | Association Sportive Saint-Dizier-Marnaval                 | 206  | Saint-Dizier      | 1re   | demi-finale |
| Normandie               | Union sportive quevillaise                                 | ?    | Le Petit-Quevilly | 2e    | poule       |
| Ouest                   | Stade morlaisien                                           | 3629 | Morlaix           | 1re   | demi-finale |
| Paris                   | Stade olympique de l'Est                                   | 102  | Charenton-le-Pont | 1re   | poule       |
| Sud-Est                 | Stade Sainte-Barbe                                         | 695  | La Grand-Combe    | 2e    | poule       |
| Sud-Ouest               | Les Girondins de Bordeaux Football Club                    | 598  | Bordeaux          | 1re   | vainqueur   |

## Compétition

### Formule
L'organisation des deux premières éditions du championnat de France amateurs est conservée. Les quinze champions régionaux sont divisés en quatre poules géographiques, un de trois clubs, et trois de quatre, et se rencontrent en match aller uniquement. Le classement se fait par addition de points, avec trois points pour un match gagné, deux points pour un match nul, un point pour une défaite et zéro point pour un forfait. En cas d'égalité au classement à la première place, des matchs de barrage sont prévus. Trois dates sont retenues, plus une quatrième pour d'éventuels matchs de barrage.
Les quatre vainqueurs s’affrontent en demi-finales, déterminées par tirage au sort et jouées sur terrain neutre. La finale oppose les deux vainqueurs des demi-finales. Elle a lieu, pour la première fois, au stade olympique Yves-du-Manoir, à Colombes.

### Phase de poules
La Commission de propagande et du championnat de France amateur forme les poules dans sa séance du 22 février, et établit le calendrier dans celle du 5 avril 1937. Les trois journées sont fixées au 11 avril, 18 avril et 25 avril 1937, plus le 5 mai pour d'éventuels matchs de barrage. La Commission, en composant le calendrier de l'épreuve, s'est attaché à placer dans chacune des poules, deux clubs considérés comme « têtes de séries » qui joueront entre eux, lors de la troisième journée, sur terrain neutre. En raison de la sélection de joueurs des équipes de Quevilly, Cazères, Béthune et Valentigney, pour le match France-Tchécoslovaquie amateurs du 11 avril à Tours (2-2), quatre matchs de la première journée sont reportés au 2 mai.

#### Poule A
Les champions des Ligues de Paris, du Nord, de Lorraine et du Nord-Est se rencontrent dans cette première poule. Chaque équipe joue une fois à domicile, une fois à l'extérieur et une fois sur terrain neutre lors de la troisième journée, pour garantir l'équité. Le match Saint‑Dizier‑Béthune de la première journée est reporté le 2 mai, le joueur Luddens du Stade béthunois étant sélectionné pour la rencontre France-Tchécoslovaquie du 11 avril.
Les clubs nordiste et parisien sont favoris de la poule. À la surprise générale, le SO de l'Est termine dernier, avec un petit match nul à son actif, face aux Béthunois, et deux défaites, en lorraine et sur son terrain face aux champions du Nord‑Est. Hagondange, après une première victoire, subi une cuisante défaite dans le Nord et perd toute ces chances face à des champenois bien supérieur, à Nancy. Saint-Dizier, victorieux deux fois, se contentent d'un match nul pour éliminer Béthune, lors du dernier match, reporté de la première journée. Les Bragards, outsiders de la poule se qualifient pour les demi-finales,,,.
Détails des matchs
| Journée 1     | Union Hagondange | 3 – 1 | SO Est |                                  |                                  |
| 11 avril 1937 |                  |       |        | Hagondange Arbitrage : M. Durand | Hagondange Arbitrage : M. Durand |

| Journée 1  | AS Saint-Dizier-Marnaval | 1 – 1 | Stade béthunois |                                    |                                    |
| 2 mai 1937 |                          |       |                 | Saint-Dizier Arbitrage : M. Studer | Saint-Dizier Arbitrage : M. Studer |

| Journée 2     | SO Est | 0 – 2 | AS Saint-Dizier-Marnaval |                                          |                                          |
| 18 avril 1937 |        |       |                          | Charenton-le-Pont Arbitrage : M. Gogneau | Charenton-le-Pont Arbitrage : M. Gogneau |

| Journée 2     | Stade béthunois | 4 – 0 | Union Hagondange |                                |                                |
| 18 avril 1937 |                 |       |                  | Béthune Arbitrage : M. Duruble | Béthune Arbitrage : M. Duruble |

| Journée 3     | Stade béthunois | 1 – 1 | SO Est |                                                                    |                                                                    |
| 25 avril 1937 |                 |       |        | Compiègne (terrain du Stade compiégnois) Arbitrage : M. Quennesson | Compiègne (terrain du Stade compiégnois) Arbitrage : M. Quennesson |

| Journée 3     | Union Hagondange | 2 – 3 | AS Saint-Dizier-Marnaval |                                                         |                                                         |
| 25 avril 1937 |                  |       |                          | Nancy (terrain du FC Nancy) Arbitrage : M. Kissenberger | Nancy (terrain du FC Nancy) Arbitrage : M. Kissenberger |

| Rang | Équipe                   | Pts | J | G | N | P | Bp | Bc | GA    |
| ---- | ------------------------ | --- | - | - | - | - | -- | -- | ----- |
| 1    | AS Saint-Dizier-Marnaval | 8   | 3 | 2 | 1 | 0 | 6  | 3  | 2     |
| 2    | Stade béthunois          | 7   | 3 | 1 | 2 | 0 | 6  | 2  | 3     |
| 3    | Union Hagondange         | 5   | 3 | 1 | 0 | 2 | 5  | 8  | 0,625 |
| 4    | SO Est                   | 4   | 3 | 0 | 1 | 2 | 2  | 6  | 0,333 |

#### Poule B
Les champions des Ligues de Normandie, de l'Ouest, du Centre, et du Centre-Ouest se rencontrent dans cette deuxième poule. Chaque équipe joue une fois à domicile, une fois à l'extérieur et une fois sur terrain neutre lors de la dernière journée, pour garantir l'équité. Le match Angoulême‑Quevilly de la première journée, reporté un premier temps le 2 mai, en raison de la sélection du joueur Arroyo, de l'US quevillaise pour la rencontre France-Tchécoslovaquie, est avancé au 25 avril, les deux matchs de la troisième journée étant reporté au 2 mai.
Cette poule est la plus disputée. Avant la dernière journée sur terrain neutre, les quatre clubs ont une victoire à la maison et une défaite à l'extérieur à leur actif, et des barrages sont déjà envisagés. Grand favori, Quevilly se fait surprendre par Morlaix lors du dernier match au Mans. Dans le même temps, Châteaudun écrase Angoulême à Châtellerault,,,. Stadistes et écoliers sont ex-æquo en tête du classement, et comme le prévoit les règlements du championnat amateurs (article 4), les deux clubs jouent un match de barrage, sur terrain neutre, pour se départager.
Détails des matchs
| Journée 1     | AAEE Saint-Jean | 3 – 2 | Stade Morlaisien |                                 |                                 |
| 11 avril 1937 |                 |       |                  | Châteaudun Arbitrage : M. Fulop | Châteaudun Arbitrage : M. Fulop |

| Journée 1     | AS Charentes | 1 – 0 | US quevillaise |                                   |                                   |
| 25 avril 1937 |              |       |                | Angoulême Arbitrage : M. Fournier | Angoulême Arbitrage : M. Fournier |

| Journée 2     | Stade Morlaisien | 5 – 3 | AS Charentes |                                |                                |
| 18 avril 1937 |                  |       |              | Morlaix Arbitrage : M. Perrier | Morlaix Arbitrage : M. Perrier |

| Journée 2     | US quevillaise | 4 – 0 | AAEE Saint-Jean |                                        |                                        |
| 18 avril 1937 |                |       |                 | Petit-Quevilly Arbitrage : M. Poissant | Petit-Quevilly Arbitrage : M. Poissant |

| Journée 3  | US quevillaise | 0 – 3 | Stade Morlaisien |                                                 |                                                 |
| 2 mai 1937 |                |       |                  | Le Mans (terrain du l'USM) Arbitrage : M. Leroy | Le Mans (terrain du l'USM) Arbitrage : M. Leroy |

| Journée 3  | AAEE Saint-Jean | 4 – 0 | AS Charentes |                                                       |                                                       |
| 2 mai 1937 |                 |       |              | Châtellerault (terrain du CASC) Arbitrage : M. Samzun | Châtellerault (terrain du CASC) Arbitrage : M. Samzun |

| Rang | Équipe           | Pts | J | G | N | P | Bp | Bc | GA    |
| ---- | ---------------- | --- | - | - | - | - | -- | -- | ----- |
| 1    | Stade Morlaisien | 7   | 3 | 2 | 0 | 1 | 10 | 6  | 1,667 |
| 1    | AAEE Saint-Jean  | 7   | 3 | 2 | 0 | 1 | 7  | 6  | 1,167 |
| 3    | US quevillaise   | 5   | 3 | 1 | 0 | 2 | 4  | 4  | 1     |
| 3    | AS Charentes     | 5   | 3 | 1 | 0 | 2 | 4  | 9  | 0,444 |

À égalité de points pour la première place du classement de la poule B, Morlaix et Châteaudun dispute un match de barrage le 6 mai, à Rennes. Le champion du Centre se présente avec une équipe affaiblie par la perte de son animateur, éloigné des terrains par une blessure. L'équipe bretonne, bien supérieure et plus mordante, prend alors sa revanche sur son vainqueur du premier match par un score sans appel, et participe aux demi-finales.
Détails du match
| Match de barrage | Stade Morlaisien | 4 – 0 | AAEE Saint-Jean |                                 |                                 |
| 6 mai 1937       |                  |       |                 | Rennes Arbitrage : M. Devautour | Rennes Arbitrage : M. Devautour |

#### Poule C
Les champions des Ligues de Bourgogne-Franche-Comté, d'Alsace, du Lyonnais et d'Auvergne se rencontrent dans cette troisième poule. Chaque équipe joue une fois à domicile, une fois à l'extérieur et une fois sur terrain neutre lors de la troisième journée, pour garantir l'équité. Le match Valentigney-Scionzier de la première journée est reporté au 2 mai, à la suite de la sélection, pour la rencontre France-Tchécoslovaquie du 11 avril, du joueur Parmegianl de l'AS Valentigney.
À l'issue des championnats régionaux, Valentigney ou Schiltigheim sont les plus probables représentant de la poule à participer aux demi-finales. Après une première victoire acquise en toute fin de match sur Vauzelles, les alsaciens rentrent dans le rang face à Scionzier. Valentigney, Champion de France amateurs en titre, après un match nul en Auvergne, élimine définitivement le champion d'Alsace à Colmar. Le dernier match de la poule, reporté de la première journée, est capital pour les Francs-Comtois. À Valentigney, les champions sont battus par de rudes savoyards, malgré leurs dominations. Scionzier, champion interdistricts 1934-35, champion de promotion l'année suivante, et tout juste champion du Lyonnais, rejoint les demi-finales,,,.
Détails des matchs
| Journée 1  | AS Valentigney | 1 – 2 | FC Scionzier |                                    |                                    |
| 2 mai 1937 |                |       |              | Valentigney Arbitrage : M. Kientzy | Valentigney Arbitrage : M. Kientzy |

| Journée 1     | SC Schiltigheim | 3 – 2 | ASA Vauzelles |                                    |                                    |
| 11 avril 1937 |                 |       |               | Schiltigheim Arbitrage : M. Ronchy | Schiltigheim Arbitrage : M. Ronchy |

| Journée 2     | FC Scionzier | 3 – 0 | SC Schiltigheim |                                  |                                  |
| 18 avril 1937 |              |       |                 | Scionzier Arbitrage : M. Gaborit | Scionzier Arbitrage : M. Gaborit |

| Journée 2     | ASA Vauzelles | 2 – 2 | AS Valentigney |                                 |                                 |
| 18 avril 1937 |               |       |                | Vauzelles Arbitrage : M. Veyret | Vauzelles Arbitrage : M. Veyret |

| Journée 3     | SC Schiltigheim | 1 – 2 | AS Valentigney |                                                      |                                                      |
| 25 avril 1937 |                 |       |                | Colmar (terrain du FC Colmar) Arbitrage : M. Brunner | Colmar (terrain du FC Colmar) Arbitrage : M. Brunner |

| Journée 3     | FC Scionzier | 7 – 2 | ASA Vauzelles |                              |                              |
| 25 avril 1937 |              |       |               | Lyon Arbitrage : M. Vézolles | Lyon Arbitrage : M. Vézolles |

| Rang | Équipe          | Pts | J | G | N | P | Bp | Bc | GA    |
| ---- | --------------- | --- | - | - | - | - | -- | -- | ----- |
| 1    | FC Scionzier    | 9   | 3 | 3 | 0 | 0 | 12 | 3  | 4     |
| 2    | AS Valentigney  | 6   | 3 | 1 | 1 | 1 | 5  | 5  | 1     |
| 3    | SC Schiltigheim | 5   | 3 | 1 | 0 | 2 | 4  | 7  | 0,571 |
| 4    | ASA Vauzelles   | 4   | 3 | 0 | 1 | 2 | 6  | 12 | 0,5   |

#### Poule D
Les champions des Ligues du Sud-Ouest, du Midi et du Sud-Est, se rencontrent dans cette dernière poule, de trois équipes. Chaque équipe reçoit et se déplace une fois. La rencontre Cazères‑Sainte‑Barbe de la première journée est reporté le 2 mai, le joueur Gros de l'US Cazères étant sélectionné pour le match France-Tchécoslovaquie du 11 avril.
Dans cette poule de trois clubs, les Girondins s'imposent facilement, dans le premier match, devant les champions du Sud-Est, qui ont péché en défense. Les Bordelais sont les premiers qualifiés pour les demi-finales, en battant Cazères par un jeu plus direct et mieux mené, face à des adversaires manquant d'allant en attaque. Le dernier match, sans enjeu, voit la victoire des champions du Midi sur la Grand-Combe, malgré une belle partie des Gardois,,.
Détails des matchs
| Journée 1  | US Cazères | 2 – 0 | Stade Sainte-Barbe |                                |                                |
| 2 mai 1937 |            |       |                    | Cazères Arbitrage : M. Perrier | Cazères Arbitrage : M. Perrier |

| Journée 2     | Stade Sainte-Barbe | 0 – 2 | Girondins Bordeaux FC |                                         |                                         |
| 18 avril 1937 |                    |       |                       | La Grand-Combe Arbitrage : M. Henzinski | La Grand-Combe Arbitrage : M. Henzinski |

| Journée 3     | Girondins Bordeaux FC | 3 – 0 | US Cazères |                                   |                                   |
| 25 avril 1937 |                       |       |            | Bordeaux Arbitrage : M. Vauzelles | Bordeaux Arbitrage : M. Vauzelles |

| Rang | Équipe                | Pts | J | G | N | P | Bp | Bc | GA    |
| ---- | --------------------- | --- | - | - | - | - | -- | -- | ----- |
| 1    | Girondins Bordeaux FC | 6   | 2 | 2 | 0 | 0 | 5  | 0  | ∞     |
| 2    | US Cazères            | 4   | 2 | 1 | 0 | 1 | 2  | 3  | 0,667 |
| 3    | Stade Sainte-Barbe    | 2   | 2 | 0 | 0 | 2 | 0  | 4  | 0     |

### Phase finale

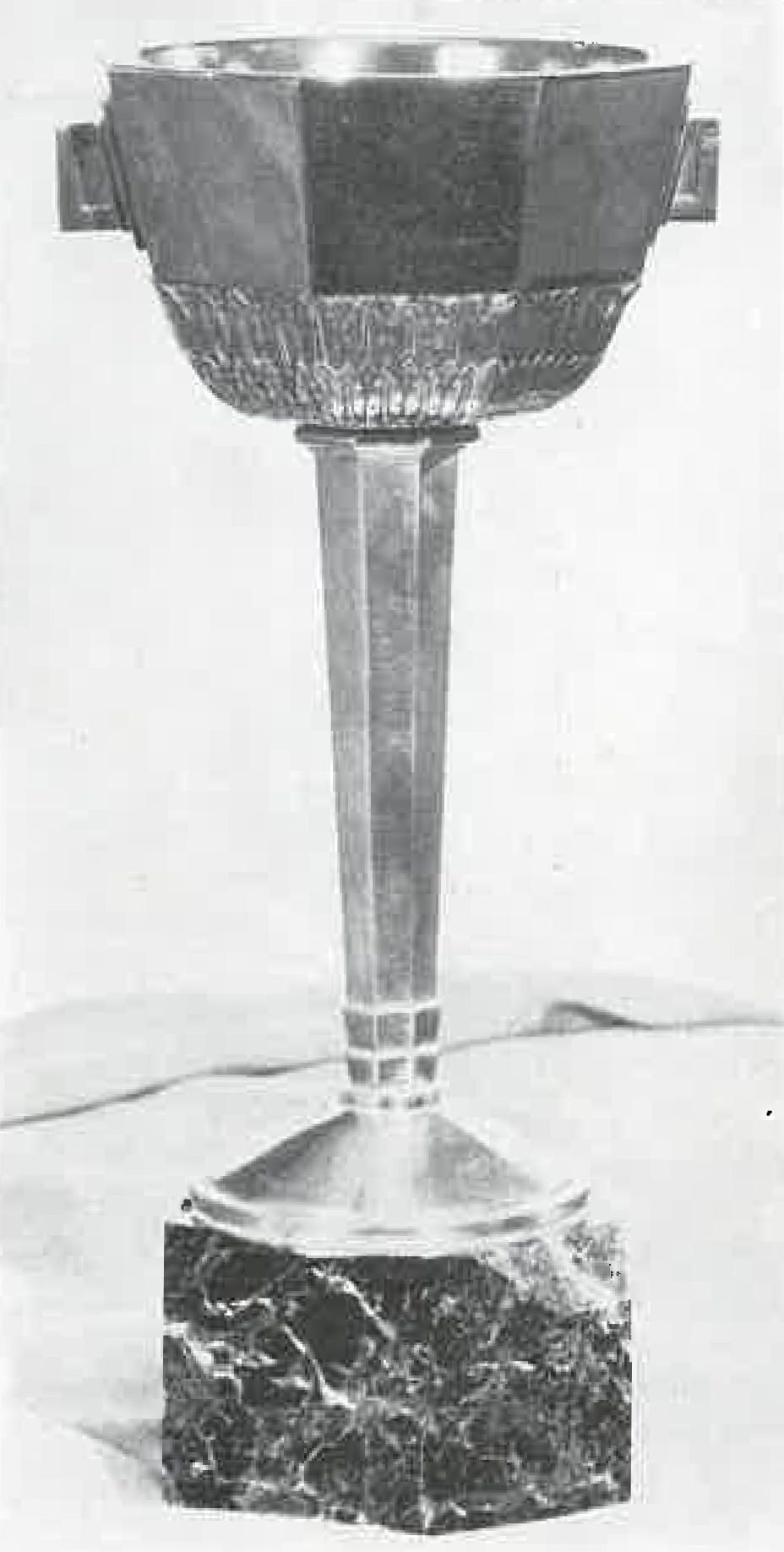
Le Challenge Jules-Rimet remis aux Girondins de Bordeaux FC

La Commission de propagande et du championnat de France amateurs fixe les demi-finales au 9 mai, et la finale au 23 mai.

#### Tableau
|  | Demi-finales                     | Demi-finales                     | Demi-finales                     | Demi-finales                     |                       |                       | Finale                | Finale                | Finale                | Finale                |
|  |                                  |                                  |                                  |                                  |                       |                       |                       |                       |                       |                       |
|  | 16 mai 1937, Les Sables-d'Olonne | 16 mai 1937, Les Sables-d'Olonne | 16 mai 1937, Les Sables-d'Olonne | 16 mai 1937, Les Sables-d'Olonne |                       |                       | 23 mai 1937, Colombes | 23 mai 1937, Colombes | 23 mai 1937, Colombes | 23 mai 1937, Colombes |
|  | Girondins Bordeaux FC            | Girondins Bordeaux FC            | 2                                | 2                                |                       |                       | 23 mai 1937, Colombes | 23 mai 1937, Colombes | 23 mai 1937, Colombes | 23 mai 1937, Colombes |
|  | Girondins Bordeaux FC            | Girondins Bordeaux FC            | 2                                | 2                                |                       |                       | 23 mai 1937, Colombes | 23 mai 1937, Colombes | 23 mai 1937, Colombes | 23 mai 1937, Colombes |
|  | Stade morlaisien                 | Stade morlaisien                 | 1                                | 1                                |                       |                       | 23 mai 1937, Colombes | 23 mai 1937, Colombes | 23 mai 1937, Colombes | 23 mai 1937, Colombes |
|  | Stade morlaisien                 | Stade morlaisien                 | 1                                | 1                                | Girondins Bordeaux FC | Girondins Bordeaux FC | 2                     | 2                     |                       |                       |
|  | 9 mai 1937, Vauzelles            |                                  |                                  |                                  | Girondins Bordeaux FC | Girondins Bordeaux FC | 2                     | 2                     |                       |                       |
|  |                                  |                                  | FC Scionzier                     | FC Scionzier                     | 1                     | 1                     |                       |                       |                       |                       |
|  | AS Saint-Dizier-Marnaval         | AS Saint-Dizier-Marnaval         | FC Scionzier                     | FC Scionzier                     | 1                     | 1                     | 0                     | 0                     |                       |                       |
|  | AS Saint-Dizier-Marnaval         | AS Saint-Dizier-Marnaval         |                                  |                                  |                       |                       |                       | 0                     |                       |                       |
|  | FC Scionzier                     | FC Scionzier                     | 3                                | 3                                |                       |                       |                       |                       |                       |                       |
|  | FC Scionzier                     | FC Scionzier                     | 3                                | 3                                |                       |                       |                       |                       |                       |                       |

#### Demi-finales
Le tirage au sort des demi-finales, effectué le 23 avril 1937, en présence de délégués des Ligues régionales, donne les rencontres « vainqueur poule D contre vainqueur poule B » et « vainqueur poule A contre vainqueur poule C ».
À la suite du match de barrage entre Morlaix et Châteaudun, la première demi-finale est repoussée au 16 mai. Aux Sables-d'Olonne, la rencontre entre Girondins et Morlaisiens est parfaitement équilibrée. Mais les bordelais s'affirment peu à peu, et marquent avant la mi-temps. Au retour des vestiaires, Bordeaux prend l'ascendant et domine son adversaire, sans pouvoir aggraver le score. Au contraire, sur un corner, les Bretons égalisent par un tir qui touche la barre. Mais sept minutes avant la fin de la rencontre, les Girondins, sur un exploit personnel d'un avant, enlèvent la victoire,.
Deux révélations de ce championnat s’affrontent dans la deuxième demi-finale, jouée à Vauzelles, le 9 mai. La première mi-temps est à l'avantage des savoyards, plus méthodique et plus précis, les tentatives bragardes se brisant sur une défense de haute classe. À la quarantième minutes, l'ailier droit de Scionzier, après une percée, décroche un boulet de canon que le gardien champenois ne peut stopper. En seconde période, Saint-Dizier prend le jeu à son compte et s'installe devant le but adverse, mais sans réussite. À l'inverse, les savoyards jouent des contre-attaques fulgurantes, dont deux aggravent le score de façon définitive. Le FC Scionzier, meilleur attaque de la phase de poule, et tombeur du champion en titre, est en finale,,.
Détails des matchs
| Demi-finale 1 | Girondins Bordeaux FC | 2 – 1   | Stade morlaisien |                                                                            |                                                                            |
| 16 mai 1937   | Urtizbara · Larnaudie | (1 – 0) | Fournis          | Parc des sports de la Rudelière, aux Sables-d'Olonne Arbitrage : M. Mauret | Parc des sports de la Rudelière, aux Sables-d'Olonne Arbitrage : M. Mauret |

| Demi-finale 2 | AS Saint-Dizier-Marnaval | 0 – 3   | FC Scionzier                 |                                 |                                 |
| 9 mai 1937    |                          | (0 – 1) | Pattaroni (40e, 85e) · X 53e | Vauzelles Arbitrage : M. Denize | Vauzelles Arbitrage : M. Denize |

#### Finale
La finale du championnat de France amateur se joue au stade olympique Yves-du-Manoir à Colombes, le 23 mai 1937, en lever de rideau du match international France - Irlande Libre.
Cette rencontre se dispute entre les Girondins de Bordeaux football club, Champion de la Ligue du Sud-Ouest, et le Football Club de Scionzier, champion de la Ligue du Lyonnais.
Habitués des grandes rencontres, les Girondins sont donnés favoris et dominent la première mi-temps, avec un jeu plus académique et plus appliqué que les champions du Lyonnais. Les bordelais procèdent par des débordements sur les ailes, avec des centres pour les avants, devant une défense maladroite. Sur un de ces centres, l'avant-centre reprend d'un tir sec et marque le premier but du match. Juste après l'engagement, Scionzier obtient l'égalisation, sur un corner mal dégagé par la défense de Bordeaux. La mi-temps est sifflée sur le score de un but partout. Au retour des vestiaires, les alpins tentent de prendre le jeu en mains, se montrent plus rapide, et très dangereux sur des tirs, sans parvenir à marquer. Plus frais, les Girondins partent à l'assaut du but savoyard et marque un second but. La fin de la partie est à l'avantage des champions du Sud-Ouest. L'arbitre siffle la fin de la partie; Bordeaux s'impose deux buts à un,,.
Une réception est donnée à l'issue du match, au journal Le Matin, qui patronne l'épreuve. M. Chevalier, vice-président de la Fédération française de football association, remet alors les récompenses aux vainqueurs, devant une délégation officielle.
Détails du match
| Finale              | Girondins Bordeaux FC                                                                                                | 2 – 1   | FC Scionzier                                                                                                 | | |
| 23 mai 1937 13 h 30 | Catherineau (×2) | (1 – 1) | Cavalli | Stade olympique Yves-du-Manoir, Colombes Arbitrage : M. Ragulu Arbitres assistants : MM. Tibaldi et Roth | Stade olympique Yves-du-Manoir, Colombes Arbitrage : M. Ragulu Arbitres assistants : MM. Tibaldi et Roth |
| 23 mai 1937 13 h 30 | Gérard - Popovici, Mansicidor - Dutour, Basinette, Nalet - Massé, Urtizbéréa, Catherineau, Larnaudie, Miramon (cap.) | Équipes | Reck - Lacroix, Monthon - Hebbache, B. Gonzalès, S. Gonzalès - Pattaroni, Moachon, Million, Cavalli, Courbet | Stade olympique Yves-du-Manoir, Colombes Arbitrage : M. Ragulu Arbitres assistants : MM. Tibaldi et Roth | Stade olympique Yves-du-Manoir, Colombes Arbitrage : M. Ragulu Arbitres assistants : MM. Tibaldi et Roth |

## Bilan
Les Girondins de Bordeaux FC sont champions de France amateurs pour la première fois. L'équipe obtiendra un deuxième sacre en 1944, sous le nom de « Girondins AS du Port », et un troisième en 1953 en tant que « Les Girondins de Bordeaux ».
Seul club présent lors des trois premières éditions du championnat de France amateurs, l'ASJ Châteaudun échoue d'un rien pour la qualification en phase finale.
Le Stade Sainte-Barbe de La Grand-Combe est la seule équipe à avoir perdu tous ses matchs.